# Autel des Quatre Saisons de Wurtzbourg
L’Autel des Quatre Saisons est un autel ornemental romain qui date d'environ l'an 40, exposé au Martin von Wagner Museum, à Wurtzbourg.

## Découverte et acquisition
L'autel des Quatre Saisons est trouvé en 1886 au Pincio, dans les jardins de Salluste, un site appartenant aux empereurs romains. L'autel est présenté immédiatement, mais disparaît rapidement pendant longtemps. Il s'avère plus tard que l'autel faisait partie d'une collection privée américaine depuis des décennies. En 1966, il réapparaît à Rome, dans la boutique d'antiquités du marchand d'art Giorgio Fallani. Il est alors acquis par Erika Simon, qui a reconnu l'autel perdu, pour la collection des antiquités du Martin von Wagner Museum. Après quatre-vingts ans, l'État italien ne pouvait plus revendiquer l'œuvre. L'œuvre a failli se retrouver dans la collection des antiquités de Berlin après que Simon attire l'attention de Friedrich Matz fils sur l'autel, Matz sollicite le directeur de la collection de Berlin-Ouest, Adolf Greifenhagen. Mais malgré des fonds plus importants à Berlin, Fallani vend l'autel à Wurtzbourg après que le mot eut été donné.

## Description
L'autel rond montre quatre putti à intervalles réguliers, censés symboliser les quatre saisons en fonction de leurs attributs. L'hiver est habillé en ouvrier agricole et indique également les activités hivernales avec un animal abattu et une amphore à vin. Les trois autres personnifications font allusion à des divinités qui, comme dans la tradition écrite, symbolisent les saisons, par exemple chez Ovide et Lucrèce. Une guirlande de fleurs rappelle les divinités printanières Vénus et Flore, les épis de maïs et les coquelicots font référence à Cérès, la déesse de la fertilité et de l'été. Le putto d'automne rappelle un satyre et est également équipé d'un panier de raisins. Il symbolise le dieu du vin et de l'automne Bacchus. Les chérubins d'hiver et de printemps, comme les chérubins d'automne et d'été, se font face.
L'autel n'est probablement pas destiné à des fins de culte, mais plutôt comme décoration d'ambiance dans un parc. Au début de la période impériale, les princes impériaux sont également représentés comme des putti, ce qui signifie qu'une déclaration de propagande allant au-delà de la valeur ornementale et visant un développement positif de la dynastie julio-claudienne est également possible.
L'autel en marbre blanc finement cristallin mesure 73 centimètres de haut et a un diamètre de 56,4 cm. À l'exception de petits chocs, il est entièrement conservé. Le putto, représentant l'hiver, ne fut pas élaboré davantage après avoir été endommagé lors du travail de ciselure sur l'animal mort.
L'autel est daté du début de la période claudienne vers l'an 40. Elle porte le numéro d'inventaire H 5056.